# Internetska tražilica
Internetski pretraživač (tražilica) je specijalizirano mrežno mjesto čija je glavna funkcija pomoć u pronalaženju informacija pohranjenih na drugim mrežnim mjestima (domenama). Internetski pretraživač je pretraživač namijenjen pretraživanju informacija na World Wide Web-u. Informacije mogu biti Web stranice, slike i ostale vrste datoteka. Neki pretraživači, također, pretražuju podatke dostupne u tematskim grupama, bazama podataka ili u otvorenim imenicima. Za razliku od Web imenika koje održavaju uređivači teksta (ljudi), internetski pretraživači djeluju po algoritmu ili su kombinacija algoritma i ljudskog upisa.
Najpoznatiji internetski pretraživač u svijetu je Google. U najjačim tražilicama postoji mogućnost usmjerenog i specijalnog pretraživanja, gdje je dovoljno upisati neku rečenicu ili više ključnih riječi, odnosno natuknicu, pa se nakon razmjerno kratkog vremena (ovisno o brzini veze) dobiju brojne poveznice na traženi pojam.
Internetski sadržaj koji se ne može pronaći pretraživanjem internetskom tražilicom općenito nazivamo duboki Web.

## Povijest
Prvi alat upotrijebljen za pretraživanje na Internetu bio je Archie, stvoren 1990. godine. Pretraživao je imena datoteka i naslove, no nije indeksirao sadržaj tih datoteka. Prvi internetski pretraživač bio je Wandex, sada izumrli indeks sabran od strane World Wide Web Wanderer-a, programa za prikupljanje podataka s Web stranica razvijenog 1993. godine. Jedan od prvih internetskih pretraživača čitavog teksta bio je WebCrawler, koji je izašao 1994. godine. Za razliku od svojih prethodnika, dopuštao je korisnicima pretraživanje bilo koje riječi s bilo koje stranice, što je od tada postalo pravilo za sve značajne pretraživače. Također, bio je to prvi pretraživač poznat javnosti u velikoj mjeri. Ubrzo nakon toga, pojavili su se mnogi pretraživači nadmećući se za popularnost. Neki od njih bili su: Excite, Infoseek, Inktomi, Northern Light, AltaVista, Yahoo!, MSN Search (danas Live Search).
Oko 2000. godine Googleov pretraživač uzdigao se na vrh. Poduzeće je postiglo bolje rezultate za mnoge pretrage uz pomoć novine zvane PageRank. Ovaj učestali algoritam raspoređuje Web stranice temeljem broja i PageRank-a ostalih Web mjesta i stranica koje se na njih spajaju, s pretpostavkom da se na bolje i poželjnije stranice češće spaja. Isto tako, Google je održao minimalističko sučelje svog pretraživača. Suprotno tome, mnogi od njegovih konkurenata umetnuli su pretraživač na Web portal. Od kraja 2007. godine, Google je daleko najpopularniji internetski pretraživač širom svijeta.

## Kako radi internetski pretraživač
Internetski pretraživači skupljaju različite informacije o internetskim stranicama, uključuju ih u svoju bazu te nude svakom korisniku, koji traži određeni pojam, uslugu, proizvod ili bilo što drugo. Internetski pretraživač ima tri dijela: 1. program za prikupljanje podataka s Web stranica koje posjećuje (eng. crawler, spider), 2. indeks koji sadrži pojmove koje je program za prikupljanje prikupio tijekom svojih posjeta Web stranicama (eng. index), 3. pretraživač (postojećeg indeksa) (eng. search engine).
1. Internetski pretraživači rade prikupljajući informacije o mnogim Web stranicama, koje pronađu na samom World Wide Web-u. Te stranice je prikupio Web crawler, spider (hrv. pauk) – automatizirani Web preglednik koji slijedi svaki link koji vidi.
2. Sadržaj svake stranice se potom analizira, s ciljem ustanovljavanja načina indeksiranja. Podaci o Web stranicama su spremljeni u bazu podataka indeksa za upotrebu u sljedećim upitima.
3. Kada korisnik postavi upit pretraživaču (obično koristeći ključne riječi) pretraživač pregledava svoj indeks i osigurava listu najbolje usklađenih Web stranica s kriterijima, u pravilu sa sažetkom koji sadržava naslov dokumenta, a ponekad i dijelove teksta.
Korisnost pretraživača ovisi o relevantnosti skupa rezultata koje on daje. Iako mogu postojati milijuni Web stranica koje uključuju određenu riječ ili izraz, neke stranice mogu biti relevantnije, popularnije ili pouzdanije od drugih. Većina pretraživača primjenjuje metode nizanja rezultata s ciljem pribavljanja prvo „najboljih“ rezultata – način rada razlikuje se od jednog do drugog pretraživača.
Postoje 1. opći internetski pretraživači koji pretražuju različita brojna područja ljudskog znanja i djelovanja (npr. Google) te 2. specijalizirani internetski pretraživači koji pretražuju jedno uže područje ljudskog znanja i djelovanja (npr. eBay).

## Poznatiji internetski pretraživači
| Pretraživač | Postotak korištenja. |
| ----------- | -------------------- |
| Google      | 85,37%               |
| Yahoo!      | 6,14%                |
| Bing        | 3,68%                |
| Baidu (NRK) | 2,92%                |
| Ask         | 0,58%                |
| AOL         | 0,41%                |
| Excite      | 0,03%                |

### Google
Google je danas na zapadu svakako najpoznatija i razmjerno najbolja tražilica za regionalne teme na germanskim i romanskim jezicima latiničnog pisma iz zapadne Europe, te obje Amerike i Australije, dok je znatno slabiji za istočnu Europu, Afriku i Aziju (gdje uglavnom pokriva Izrael, Taiwan i Japan).

### Bing (Microsoft)
Bing je tražilica u vlasništvu kompanije Microsoft.

### AltaVista
To je jedna od najstarijih tražilica, koja radi na principu tražilice Google. Nakon pojave Googlea na zapadu se počela manje upotrijebljavati. Osnovana je već 1995., a od 2003. je u vlasništvu kompanije Yahoo!. Ugašena je 8. srpnja 2013. godine.

### Wolfram Alpha
Wolfram Alpha, pravog naziva Wolfram|Alpha je znanstvena tražilica, da je tako nazovemo. Razvijena je od strane kompanije Wolfram Research. Svekolikoj javnosti prikazana je 15.5.2009. Podloga tražilice je program Mathematica, oko 6 milijuna linija programskog koda, a pogoni je preko 10 000 procesora. Naravno, ta se brojka stalno mijenja zbog nadogradnje. Alpha za sada nema snagu Mathematice, ali nas Wolfram Research uvjerava da da će razvijati Alphu upravo u tom smjeru. Čovjek koji stoji iza cijelog projekta je Stephen Wolfram, autor Mathematice.

### DuckDuckGo
DuckDuckGo je tražilica koja za razliku od ostalih većih pretraživača ne prikuplja osobne podatke korisnika niti ih prosljeđuje oglašivačima (trećoj strani). Od početka rada u siječnju 2017. bilježi stalan rast pretraživanja te se prometnula u glavnu alternativnu tražilicu, i sama se namećući kao zamjena monopolu velikih tražilica, posebice Googlea.

## Meta-pretraživači
Meta-pretraživači su vrsta internetskog pretraživača uz pomoć čijeg sučelja je moguće pretraživati nekoliko drugih izvora informacija (najčešće pretraživača) odjednom. Korisnici upit unose samo jednom, a on se potom distribuira prema više drugih pretraživača i/ili baza podataka, uz zajednički prikaz rezultata sa svakog od njih.
Postoje 1. Web meta-pretraživači koji objedinjuju i rangiraju rezultate na jednoj Web stranici (npr. Metacrawler) i 2. samostalni programi za pretraživanje s vlastitim sučeljem (npr. Copernic Agent, FirstStop Websearch).